# Kendrick Nunn
Kendrick Melvin Nunn (Chicago, 3 agosto 1995) è un cestista statunitense, playmaker e guardia del Panathīnaïkos.

## Carriera

### Santa Cruz Warriors (2018-2019)
Dopo non esser stato selezionato da nessuna franchigia al Draft NBA 2018 si unisce ai Golden State Warriors, i quali dopo pochi giorni lo tagliano e lo aggregano ai Santa Cruz Warriors squadra di NBA Development League. Conduce un'ottima stagione dove si fa notare e nell'ultimo giorno della stagione 2018-2019 firma un contratto con i Miami Heat.

### Miami Heat (2019-2021)
Nonostante non partisse con importanti aspettative si rivela la migliore rookie della Eastern Conference vincendo per ben tre volte il Rookie of the Month ad ottobre/novembre, dicembre e gennaio. Arriva secondo alle votazioni del Rookie of the Year preceduto dal solo Ja Morant, vincitore quasi unanime con 99 voti per il primo posto, ma mettendosi alle spalle il ben più quotato Zion Williamson prima scelta al Draft NBA 2019.

### Los Angeles Lakers (2021-2023)
Il 6 agosto 2021 firma un contratto da 5.9 milioni di dollari con i Los Angeles Lakers.

### Washington Wizards (2023)
Il 23 gennaio 2023 viene ceduto ai Washington Wizards, insieme a tre seconde scelte future, in cambio di Rui Hachimura.

### Panathinaikos (2023-)
Il 31 ottobre 2023 fa il suo approdo in Europa firmando un contratto fino al termine della stagione con il Panathīnaïkos. Con la squadra greca riesce ad avere fin da subito grande impatto, risultando decisivo, il 7 maggio 2024, nella gara 5 di playoffs di Eurolega contro il Maccabi Tel Aviv. Al termine della stagione, con i greci vince Campionato greco, Eurolega, disputa la finale di Coppa di Grecia persa contro i rivali dell'Olympiakos, e viene infine selezionato nell'All-Euroleague First Team.
Nella sua seconda stagione di Eurolega, il 17 Dicembre 2024, nella vittoria casalinga contro la Pallacanestro Olimpia Milano in Eurolega, stabailisce il record di sempre di punti (21), di triple (7) segnate in un primo quarto e di triple segnate in un singolo quarto nella competizione (quest'ultimo record poi battuto il succesivo 3 Aprile da Carsen Edwards, che nella trasferta contro il Maccabi Tel Aviv realizzò 8 tiri da tre punti nel terzo quarto), chiudendo con una prestazione finale da 39 punti. Nonostante nella sua seconda stagione di Eurolega giocata nella capitale greca, venga nominato MVP della competizione e venga selezionato di nuovo nell'All-Euroleague First Team, non riesce però a bissare il successo dell'anno precedente, perdendo in semifinale contro i futuri campioni del Fenerbahçe. Anche nel Campionato greco non riescono a ripetere il successo dell'anno precedente, perdendo in quattro gare nella finale disputata nuovamente contro i rivali del Pireo.

## Statistiche

### NCAA
| Anno      | Squadra                  | PG  | PT | MP   | TC%  | 3P%  | TL%  | RP  | AP  | PRP | SP  | PP   |
| --------- | ------------------------ | --- | -- | ---- | ---- | ---- | ---- | --- | --- | --- | --- | ---- |
| 2013-2014 | Illinois Fighting Illini | 35  | 12 | 19,5 | 45,6 | 38,8 | 80,8 | 1,7 | 1,1 | 0,6 | 0,1 | 6,2  |
| 2014-2015 | Illinois Fighting Illini | 33  | 24 | 30,2 | 40,1 | 36,0 | 81,7 | 3,5 | 1,9 | 1,2 | 0,2 | 11,1 |
| 2015-2016 | Illinois Fighting Illini | 28  | 25 | 35,1 | 42,8 | 39,1 | 79,4 | 5,0 | 1,7 | 1,5 | 0,2 | 15,5 |
| 2017-2018 | OU Golden Grizzlies      | 30  | 26 | 37,9 | 43,5 | 39,4 | 83,8 | 4,7 | 3,8 | 1,5 | 0,4 | 25,9 |
| Carriera  | Carriera                 | 126 | 87 | 30,1 | 42,8 | 38,6 | 82,1 | 3,6 | 2,1 | 1,2 | 0,2 | 14,2 |

#### Massimi in carriera
- Massimo di punti: 39 vs Wisconsin-Green Bay (22 febbraio 2018)[9]
- Massimo di rimbalzi: 13 vs Rutgers (3 febbraio 2016)
- Massimo di assist: 8 vs Cleveland State (12 gennaio 2018)
- Massimo di palle rubate: 5 vs Pennsylvania State (31 gennaio 2015)
- Massimo di stoppate: 2 (3 volte)
- Massimo di minuti giocati: 45 vs Rutgers (3 febbraio 2016)

### NBA

#### Regular Season
| Anno      | Squadra       | PG  | PT  | MP   | TC%  | 3P%  | TL%  | RP  | AP  | PRP | SP  | PP   |
| --------- | ------------- | --- | --- | ---- | ---- | ---- | ---- | --- | --- | --- | --- | ---- |
| 2019-2020 | Miami Heat    | 67  | 67  | 29,3 | 43,9 | 35,0 | 85,0 | 2,7 | 3,3 | 0,8 | 0,2 | 15,3 |
| 2020-2021 | Miami Heat    | 56  | 44  | 29,5 | 48,5 | 38,1 | 93,3 | 3,2 | 2,6 | 0,9 | 0,3 | 14,6 |
| 2022-2023 | L.A. Lakers   | 39  | 2   | 13,5 | 40,6 | 32,5 | 81,0 | 1,4 | 0,9 | 0,3 | 0,1 | 6,7  |
| 2022-2023 | Wash. Wizards | 31  | 0   | 14,1 | 44,7 | 39,2 | 90,0 | 1,7 | 1,8 | 0,5 | 0,1 | 7,5  |
| Carriera  | Carriera      | 193 | 113 | 23,7 | 45,1 | 36,2 | 87,6 | 2,4 | 2,4 | 0,7 | 0,2 | 12,1 |

#### Play-off
| Anno     | Squadra    | PG | PT | MP   | TC%  | 3P%  | TL% | RP  | AP  | PRP | SP  | PP   |
| -------- | ---------- | -- | -- | ---- | ---- | ---- | --- | --- | --- | --- | --- | ---- |
| 2020     | Miami Heat | 15 | 0  | 15,9 | 39,1 | 27,9 | 100 | 2,1 | 1,3 | 0,2 | 0,2 | 6,1  |
| 2021     | Miami Heat | 4  | 2  | 23,3 | 39,5 | 27,8 | 100 | 1,5 | 1,5 | 0,5 | 0,0 | 10,3 |
| Carriera | Carriera   | 19 | 2  | 17,5 | 39,3 | 27,9 | 100 | 2,0 | 1,4 | 0,3 | 0,2 | 7,0  |

#### Massimi in carriera
- Massimo di punti: 36 vs Atlanta Hawks (10 dicembre 2019)[10]
- Massimo di rimbalzi: 8 (3 volte)
- Massimo di assist: 9 (2 volte)
- Massimo di palle rubate: 4 vs Houston Rockets (11 febbraio 2021)
- Massimo di stoppate: 2 (3 volte)
- Massimo di minuti giocati: 43 vs Sacramento Kings (20 gennaio 2020)

### G League
| Anno      | Squadra       | PG | PT | MP   | TC%  | 3P%  | TL%  | RP  | AP  | PRP | SP  | PP   |
| --------- | ------------- | -- | -- | ---- | ---- | ---- | ---- | --- | --- | --- | --- | ---- |
| 2018-2019 | S.C. Warriors | 49 | 1  | 29,0 | 47,3 | 33,3 | 85,7 | 3,8 | 2,8 | 1,5 | 0,3 | 19,3 |
| Carriera  | Carriera      | 49 | 1  | 29,0 | 47,3 | 33,3 | 85,7 | 3,8 | 2,8 | 1,5 | 0,3 | 19,3 |

### Eurolega
| Anno       | Squadra       | PG | PT | MP   | TC%  | 3P%  | TL%  | RP  | AP  | PRP | SP  | PP   |
| ---------- | ------------- | -- | -- | ---- | ---- | ---- | ---- | --- | --- | --- | --- | ---- |
| 2023-2024† | Panathīnaïkos | 35 | 27 | 27,5 | 44,6 | 41,0 | 95,9 | 2,7 | 3,0 | 0,9 | 0,1 | 16,0 |
| 2024-2025  | Panathīnaïkos | 40 | 39 | 30,8 | 48,3 | 39,2 | 86,2 | 3,5 | 4,2 | 1,0 | 0,2 | 20,0 |
| Carriera   | Carriera      | 75 | 66 | 29,3 | 46,7 | 39,9 | 89,6 | 3,1 | 3,6 | 0,9 | 0,2 | 18,2 |

## Palmarès

### Squadra
- Campionato greco: 1

Panathinaikos: 2023-2024
- Coppa di Grecia: 1

Panathinaikos: 2024-2025
- Eurolega: 1

Panathinaikos: 2023-2024

### Individuale
- NBA All-Rookie First Team (2020)
- All-Euroleague First Team: 2

Panathinaikos: 2023-24, 2024-2025
- Alphonso Ford Trophy: 1

Panathinaikos: 2024-2025
- Euroleague MVP: 1

Panathinaikos: 2024-2025